# Championnats du monde de cyclisme sur route 2004
Navigation
Hamilton 2003 Madrid 2005
Les Championnats du monde de cyclisme sur route 2004 ont eu lieu du 27 septembre au 3 octobre 2004 à Vérone en Italie. C'est la dernière année que les épreuves juniors se disputent en même temps que les épreuves élites et espoirs.

## Résultats
| Épreuves :                            | Or                              | Or              | Argent                   | Argent       | Bronze                          | Bronze       |
| Épreuves masculines                   |                                 |                 |                          |              |                                 |              |
| Course en ligne Résultats détaillés   | Óscar Freire Espagne            | 6 h 57 min 15 s | Erik Zabel Allemagne     | + 0 s        | Luca Paolini Italie             | + 0 s        |
| Contre-la-montre Résultats détaillés  | Michael Rogers Australie        | 57 min 30 s     | Michael Rich Allemagne   | + 12 s       | Alexandre Vinokourov Kazakhstan | + 25 s       |
| Épreuves masculines - moins de 23 ans |                                 |                 |                          |              |                                 |              |
| Course en ligne Résultats détaillés   | Kanstantsin Siutsou Biélorussie | 4 h 33 min 33 s | Thomas Dekker Pays-Bas   | + 1 min 01 s | Mads Christensen Danemark       | + 1 min 02 s |
| Contre-la-montre Résultats détaillés  | Janez Brajkovič Slovénie        | 46 min 56 s     | Thomas Dekker Pays-Bas   | + 18 s       | Vincenzo Nibali Italie          | + 19 s       |
| Épreuves féminines                    |                                 |                 |                          |              |                                 |              |
| Course en ligne Résultats détaillés   | Judith Arndt Allemagne          | 3 h 44 min 38 s | Tatiana Guderzo Italie   | + 10 s       | Anita Valen Norvège             | + 12 s       |
| Contre-la-montre Résultats détaillés  | Karin Thürig Suisse             | 30 min 53 s     | Judith Arndt Allemagne   | + 52 s       | Zulfiya Zabirova Russie         | + 57 s       |
| Épreuves masculines - juniors         |                                 |                 |                          |              |                                 |              |
| Course en ligne Résultats détaillés   | Roman Kreuziger Tchéquie        | 3 h 25 min 29 s | Rafaâ Chtioui Tunisie    | + 0 s        | Simon Špilak Slovénie           | + 6 s        |
| Contre-la-montre Résultats détaillés  | Patrick Gretsch Allemagne       | 30 min 29 s     | Roman Kreuziger Tchéquie | + 15 s       | Stefan Schäfer Allemagne        | + 16 s       |
| Épreuves féminines - juniors          |                                 |                 |                          |              |                                 |              |
| Course en ligne Résultats détaillés   | Marianne Vos Pays-Bas           | 2 h 11 min 44 s | Marta Bastianelli Italie | + 30 s       | Eleonora van Dijk Pays-Bas      | + 30 s       |
| Contre-la-montre Résultats détaillés  | Tereza Hurikova Tchéquie        | 22 min 14 s     | Rebecca Much États-Unis  | + 5 s        | Amanda Spratt Australie         | + 5 s        |

## Tableau des médailles
| Rang | Nation      | Médaille d'or | Médaille d'argent | Médaille de bronze | Total |
| ---- | ----------- | ------------- | ----------------- | ------------------ | ----- |
| 1    | Allemagne   | 2             | 3                 | 1                  | 6     |
| 2    | Tchéquie    | 2             | 1                 | -                  | 3     |
| 3    | Pays-Bas    | 1             | 2                 | 1                  | 4     |
| 4    | Australie   | 1             | -                 | 1                  | 2     |
| 4    | Slovénie    | 1             | -                 | 1                  | 2     |
| 6    | Suisse      | 1             | -                 | -                  | 1     |
| 6    | Espagne     | 1             | -                 | -                  | 1     |
| 6    | Biélorussie | 1             | -                 | -                  | 1     |
| 9    | Italie      | -             | 2                 | 2                  | 4     |
| 10   | Tunisie     | -             | 1                 | -                  | 1     |
| 10   | États-Unis  | -             | 1                 | -                  | 1     |
| 12   | Danemark    | -             | -                 | 1                  | 1     |
| 12   | Kazakhstan  | -             | -                 | 1                  | 1     |
| 12   | Norvège     | -             | -                 | 1                  | 1     |
| 12   | Russie      | -             | -                 | 1                  | 1     |